# Neon Genesis Evangelion: Battle Orchestra
Neon Genesis Evangelion: Battle Orchestra (яп. 新世紀エヴァンゲリオン バトルオーケストラ Shinseiki Evangerion Batoru Ōkesutora) - игра в жанре Fighting изданная компанией BROCCOLI. Как и в аниме, в игре евангелионы сражаются с ангелами. Графика полностью выполнена в 3D, однако большую часть времени камера располагается сбоку от игрока, как это сделано во многих двумерных файтингах. Между боями на экране всплывают текстовые диалоги с изображением говорящего в данный момент персонажа. В режиме сюжетной игры присутствует индивидуальная арка для каждого из персонажей: Аска Лэнгли Сорью, Синдзи Икари, Тодзи Судзухара, Кенске Аида, Рей Аянами и Каору Нагиса. Для всех персонажей доступны две специальные атаки и одна смертельная.

## Персонажи

### Евангелионы
- Евангелион 00
- Евангелион 01
- Евангелион 02
- Евангелион 03
- Евангелион 04
- Серийный Евангелион
- Евангелион Альфа
- Евангелион Бета
- Евангелион 00 (версия из Rebuild of Evangelion)*
- Евангелион 01 (версия из Rebuild of Evangelion)*

### Ангелы
- Лилит*
- Сакиил
- Самусиил
- Рамиил
- Гагиил
- Израфил
- Сандалфон (non-playable, used as an environmental hazard)
- Сахакиил
- Лелиил
- Зеруил
- Бардиил

### Другие персонажи
- Jet Alone
- Gunbuster

(* эти персонажи доступны только для PSP-версии)

## Разное
PSP версия игры продавалась по 7,082 тысяч экземпляров в первую неделю релиза.